# Лукашук Володимир Захарович
Володимир Захарович Лукашук (20 липня 1901, село Вовкоставець, тепер Брестської області, Білорусь — ?) — радянський військовий політпрацівник, полковник, начальник політичного управління Київського військового округу.

## Життєпис
Народився в селянській родині.
З лютого 1922 року служив у Червоній армії.
Член ВКП(б).
На 1941 рік — на політичній роботі в 235-й стрілецькій дивізії РСЧА. До серпня 1942 року — на політичній роботі в 82-й стрілецькій дивізії РСЧА. У 1942 році — військовий комісар 48-ї стрілецької дивізії Приморської оперативної групи Ленінградського фронту. У 1943 році — заступник із політичної частини командира 85-ї стрілецької дивізії Ленінградського фронту. Учасник німецько-радянської війни.
У 1943 — 1945 року — начальник політичного управління Київського військового округу.
Потім перебував на політичній роботі в Радянській армії.

## Військові звання
- полковий комісар
- полковник
- гвардії полковник

## Нагороди
- орден Леніна (30.04.1947)
- чотири ордени Червоного Прапора (26.05.1943, 3.11.1944, 13.06.1952, 17.11.1958)
- медаль «За оборону Ленінграда» (22.12.1942)
- медаль «За перемогу над Німеччиною у Великій Вітчизняній війні 1941—1945 рр.» (1945)
- медалі